# Pokémon Pikachu
Pour les articles homonymes, voir Pikachu (homonymie).
 (novembre 2012).
Pokémon Pikachu (ポケットピカチュウ, Pocket Pikachu, au Japon) est une console de jeux vidéo portable créée par Nintendo mettant en scène le Pokémon Pikachu. Elle est sortie en 1998 au Japon et aux États-Unis, et en 1999 en Europe. Elle ressemble à une Game Boy jaune, avec un écran noir et blanc LCD qui permet d'afficher les activités de Pikachu.
Pokémon Pikachu Color (ポケットピカチュウカラー 金・銀といっしょ, Pocket Pikachu Color : Avec Or et Argent, au Japon) est le successeur de Pokémon Pikachu, sorti en 1999, en 2000 aux États-Unis, sous le titre Pocket Pikachu 2 GS. Ce modèle est doté d'un écran couleur et d'un émetteur-récepteur infrarouge afin de pouvoir faire des échanges de points avec d'autres consoles ou débloquer des cadeaux-mystère avec Pokémon Or et Argent sur une Game Boy Color. 
Similaire à un Tamagotchi, ces consoles ne disposent que d'un seul jeu, intégré dans la machine. Le but de ce jeu est de s'occuper d'un Pikachu. Il s'agit d'une sorte de podomètre, qui donne des points pour chaque pas. Ces points peuvent être utilisés pour jouer à un jeu de cartes, ou alors pour en faire don à Pikachu qui s'animera sur l'écran. On voit donc Pikachu marcher avec nous lorsque l'on marche, et ses diverses humeurs. Pikachu a également ses activités propres à des heures régulières telles que : se brosser les dents, manger, dormir, faire des châteaux de sables, lire, regarder la télé, etc.
Un nouveau système de podomètre appelé PokéWalker apparaît en 2009 avec Pokémon Or HeartGold et Argent SoulSilver.